# Karol Conká
Karoline dos Santos de Oliveira (Curitiba, 1 de janeiro de 1986), mais conhecida como Karol Conká, é uma rapper, cantora, compositora, produtora e apresentadora brasileira.

## Biografia e carreira

### 1986–2010: Início de vida e carreira

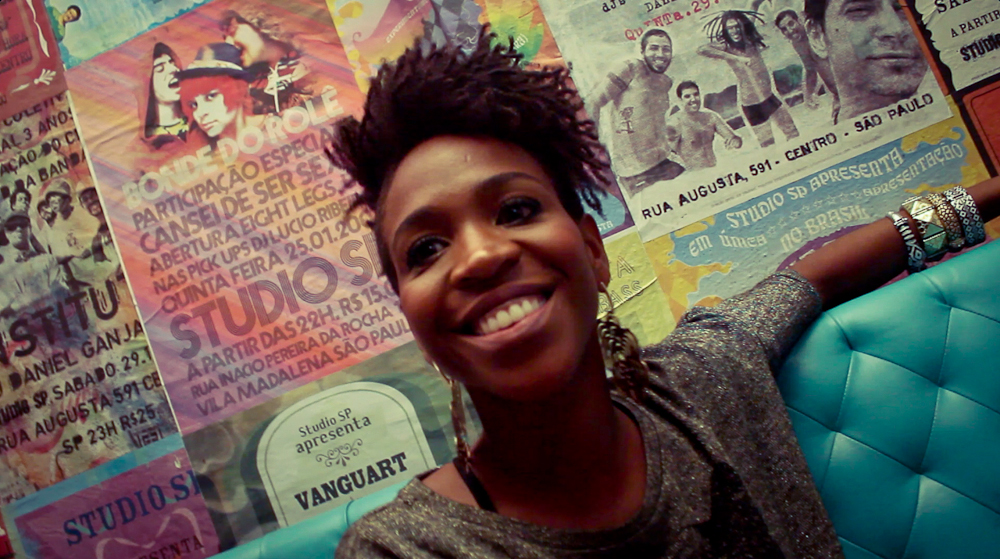
Karol em fevereiro de 2012

Karoline dos Santos Oliveira nasceu em 1 de janeiro de 1986 em Curitiba, Paraná, sendo criada no bairro do Boqueirão. Seu pai, Odair, sofria de alcoolismo, e faleceu quando Karol tinha quatorze anos de idade. Quando criança, ela queria ser atriz de comédia e cantora de música popular brasileira, tendo também aulas de dança contemporânea, balé e teatro, e desde sempre foi adepta da escrita, muito inspirada por sua mãe, que escrevia poemas. Em 2002, aos 16 anos, desistiu da dança contemporânea e participou de um concurso musical em sua escola, sendo a única menina na categoria do rap. Depois disso, decidiu investir e se profissionalizar na área musical.
Após conhecer MC Cadelis e Cilho, ambos formaram um quarteto chamado Agamenon, lançando um mixtape com sete canções. A partir disso, começaram a ficar conhecidos. Por dois anos se apresentaram como grupo Upground com Cadelis, Nairóbi, Mike Fort, São Nunca, Guerra Santa e Nel Sentimentum, promovendo-se com dois mixtapes. Seu nome artístico surgiu por influência do seu pai, que sempre falava para ela dizer que seu nome era "Karol com K e não com C". Decidiu passar para o papel, originalmente criando o "Conká".
Aos 19 anos, ela passou a se relacionar com Cadelis MC, e após um mês de relacionamento, se descobriu grávida. Após dar à luz seu filho, Jorge, nascido em 31 de dezembro de 2005, a cantora sofreu com depressão pós-parto, colocando sua carreira em pausa. Ela comentou: "Eu queria morrer quando soube que estava grávida, como qualquer menina adolescente que tem um sonho. Achei melhor ter meu filho, e com o passar do tempo ficar também com o pai dele. Fui julgada, mas preferi ser assim, preferi tomar as rédeas". Quando Jorge completou um ano, ela e seu marido decidiram se separar amigavelmente. Karol revelou que na época sofreu muito preconceito por ser negra, mãe solteira e estar em início de carreira, mas que isso tudo a fortaleceu. Teve de se afastar dos palcos para cuidar do filho, fazendo pequenos shows apenas. Quando o filho completou dois anos, entrou em uma forte depressão, mas, após alguns anos de tratamento psicológico, melhorou. Quando o filho completou cinco anos, voltou de vez à vida artística.

### 2011–16:Batuk Freake notoriedade

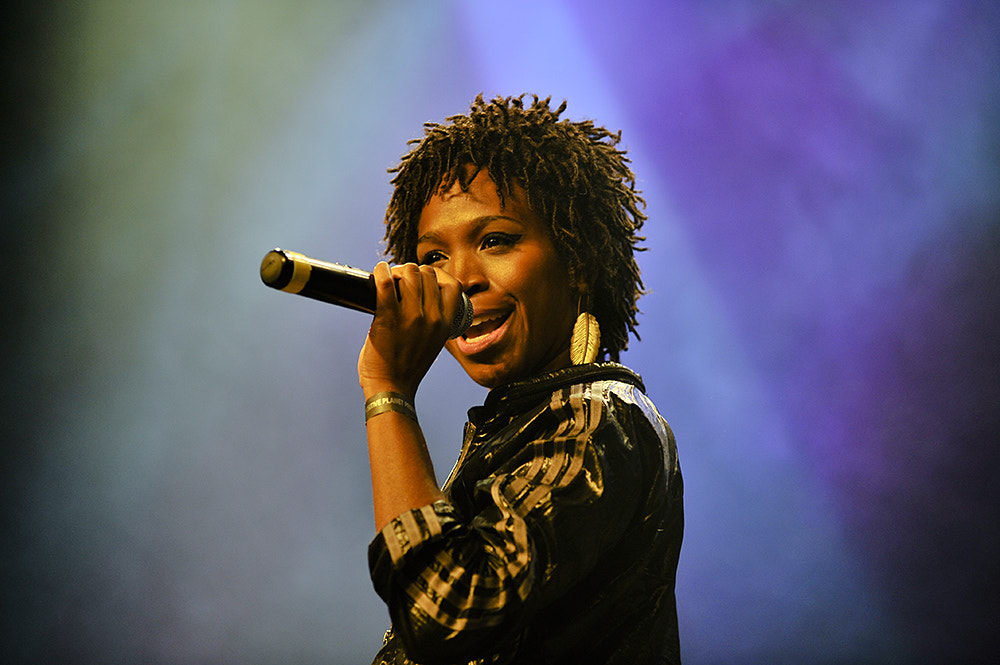
Karol Conká em 2011

Em 2011, após ter disponibilizado algumas músicas no Myspace, Karol disponibilizou seu primeiro extended play (EP) intitulado Promo. No mesmo ano, lançou o single "Boa Noite", que teve boa recepção e a fez ser indicada ao prêmio de Aposta no MTV Video Music Brasil 2011. Devido ao sucesso, a faixa foi incluída na trilha sonora do jogo FIFA 14. Depois de algumas parcerias, entre elas com o rapper Projota, na canção "Não Falem!", em 2012, ela encontrou Nave, que foi produtor de seu primeiro álbum de estúdio, intitulado Batuk Freak, que foi lançado em agosto de 2013. No mesmo ano, Karol recebeu sua primeira estatueta na categoria Artista Revelação, no Prêmio Multishow de Música Brasileira 2013. Além de "Boa Noite",  foram retirados os singles "Gandaia" e "Corre, Corre Erê". A faixa "Caxambu", do mesmo álbum, também fez parte da trilha sonora do jogo FIFA 18. Na mesma época saiu em turnê pelo mundo e em especial na Europa pra promover seu álbum.

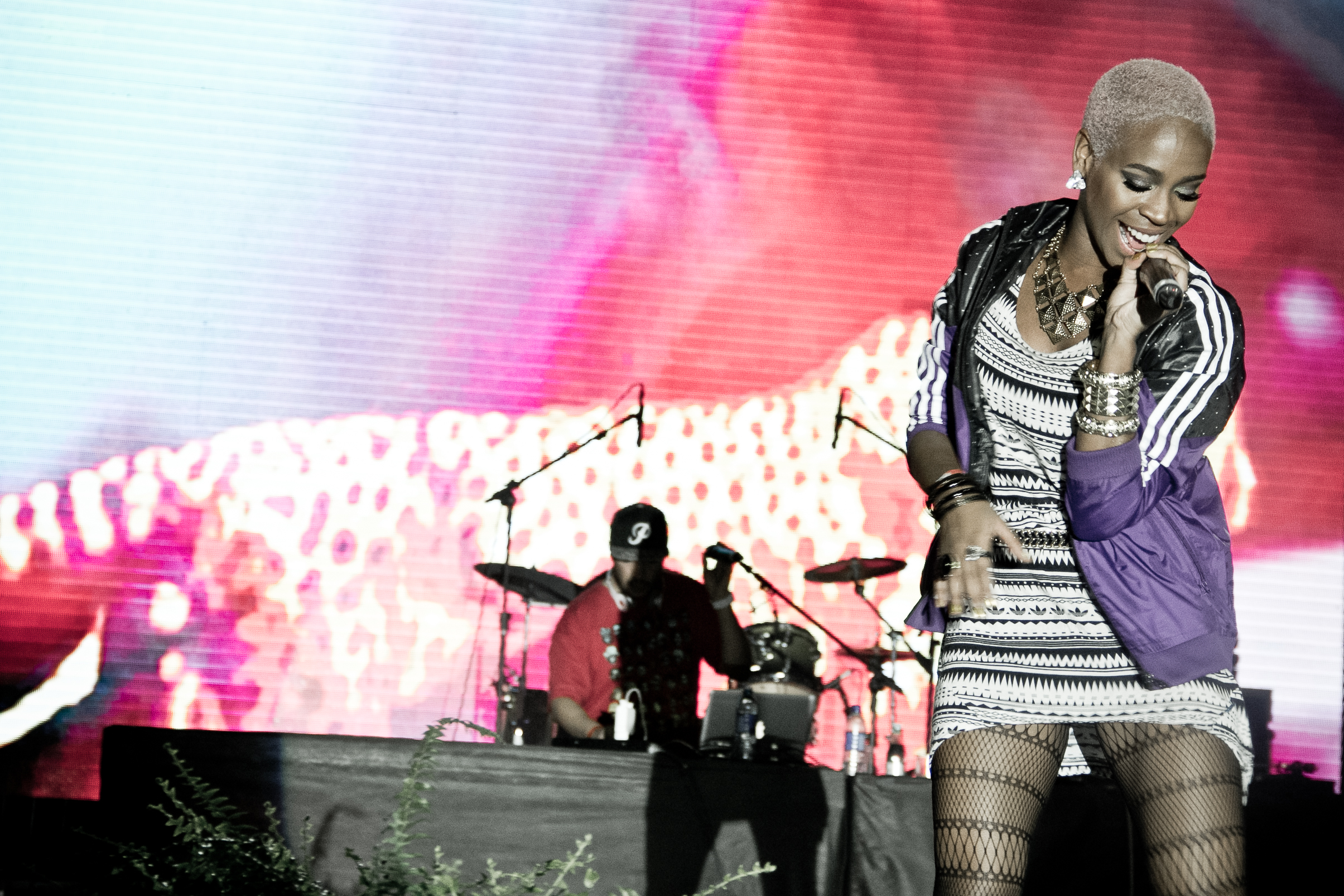
Karol Conká apresentando-se em 2013

Em 2014, Karol lançou o single "Tombei", com participação do grupo Tropkillaz. A canção tornou-se sucesso absoluto, tornando seu nome mais conhecido no âmbito nacional. Com a faixa, a cantora venceu a categoria de Nova Canção no Prêmio Multishow de Música Brasileira 2015, sendo também indicada a duas outras categorias, e ainda se tornou tema de abertura do seriado Chapa Quente, em 2016, estrelada por Ingrid Guimarães e Leandro Hassum. Em abril de 2014, Karol Conka apareceu na lista “Dez novos artistas que você precisa conhecer” da revista Rolling Stone (EUA). No fim de 2015, lançou a canção "É o Poder", através do selo Buuum, da Skol Music. Em 5 de agosto de 2016, Karol participou da cerimônia de abertura dos Jogos Olímpicos de Verão de 2016, cantando "Toquem os Tambores" ao lado de MC Soffia. Em outubro do mesmo ano, lançou a faixa "Maracutaia".

### 2017–20:SuperbonitaeAmbulante

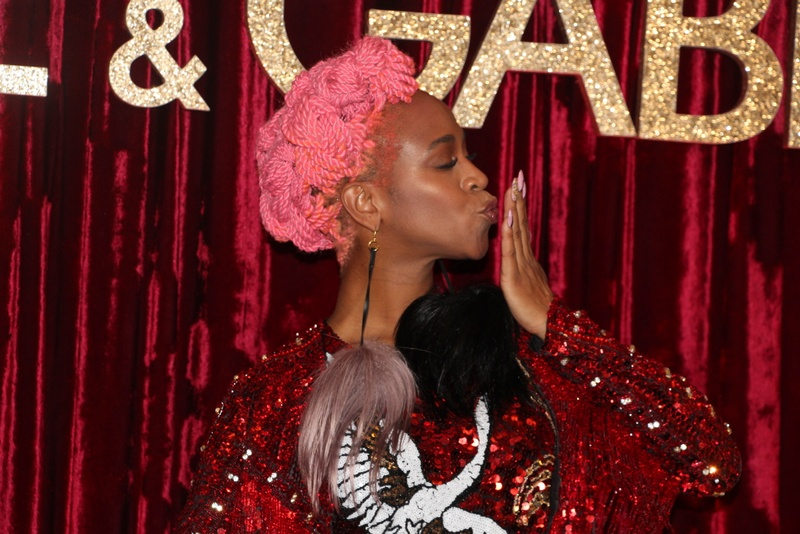
Karol em uma festa da grife de moda Dolce & Gabbana em 2016

Em março de 2017, Karol fez sua estreia como apresentadora no programa Superbonita, do canal GNT, substituindo Ivete Sangalo. A cantora continuou no posto de apresentadora no ano seguinte, quando Giovanna Ewbank juntou-se à ela no comando do programa. Ainda em 2017, lançou os singles "Farofei" e "Lalá", e teve sua canção "Bate a Poeira (Parte II)" como tema da 25ª temporada de Malhação, subtitulada de Viva a Diferença. Além disso, fez uma participação como ela mesma na terceira temporada da série Mister Brau.
Em 2018, Karol assinou contrato com a gravadora Sony Music Brasil, e em novembro do mesmo ano lançou seu segundo álbum de estúdio, Ambulante, que incluiu os singles "Kaça", "Vogue do Gueto" e "Saudade". O disco foi eleito o 34º melhor disco brasileiro de 2018 pela revista Rolling Stone Brasil, e um dos 25 melhores álbuns brasileiros do segundo semestre de 2018 pela Associação Paulista de Críticos de Arte (APCA). Em setembro de 2019, apresentou-se com um show no palco Sunset do Rock in Rio VIII, e no mesmo dia lançou o single "Alavancô", com participação de Linn da Quebrada e Gloria Groove. Em 2020, lançou o single "Tempos Insanos", além das colaborações com WC no Beat e MC Rebecca em "Cheguei" e "A Preta É Braba". No mesmo ano, Karol figurou como apresentadora, ao lado de Marcela McGowan, do programa Prazer, Feminino, que foi exibido exclusivamente através do canal do YouTube do GNT.

### 2021:Big Brother Brasil

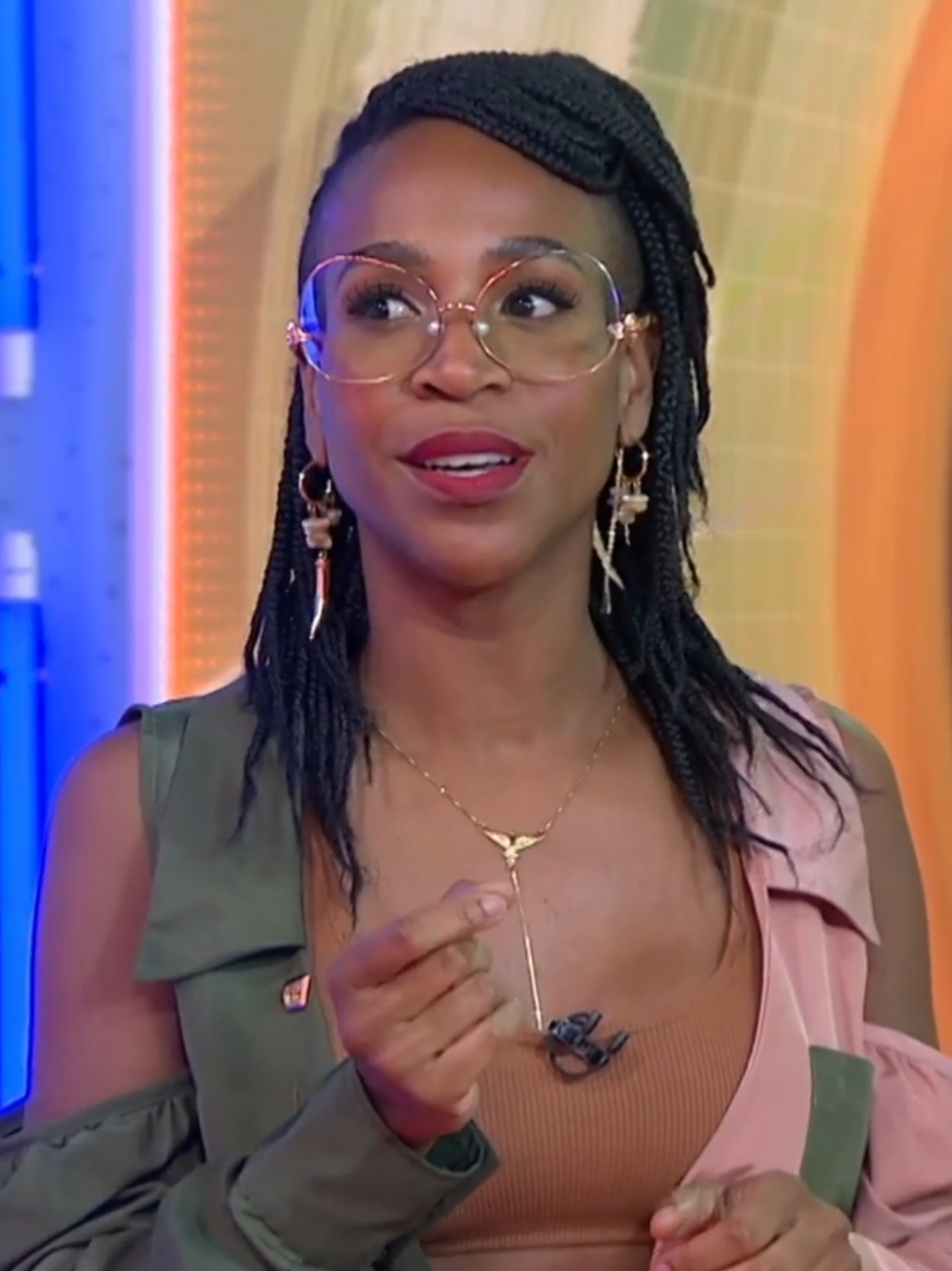
Karol um dia após sua eliminação do Big Brother Brasil 21, de onde saiu com 99,17% dos votos para eliminar

Em 19 de janeiro de 2021, Karol foi confirmada como uma das 20 participantes da vigésima primeira temporada do reality show Big Brother Brasil, da TV Globo. Seu comportamento no programa foi considerado altamente controverso. Telespectadores receberam negativamente uma fala sobre a colega de confinamento Juliette Freire, que foi considerada xenofóbica, bem seu comportamento agressivo perante Lucas Penteado, e Carla Diaz, uma postura que foi considerada como assédio contra o participante Arcrebiano Araújo, bem como intolerância religiosa. Como parte do cancelamento sofrido pelo público, Karol foi eliminada em sua quarta semana de participação, tendo recebido 99,17% dos votos, maior recorde de rejeição da história da franquia Big Brother no mundo.
Como parte da repercussão negativa de sua participação, ela teve sua participação cancelada nos festivais Rec-Beat e Rock The Mountain, bem como teve a exibição do programa Prazer, Feminino suspensa pelo GNT. Parte do cenário brasileiro do rap também se pronunciou em relação ao comportamento da cantora, que segundo alguns, sempre deixou a desejar. Alguns dos membros do movimento que se manifestaram foram DJ Zegon, parte do grupo de música eletrônica Tropkillaz, e Flora Matos. Drica Lara, ex-empresária de Karol, também veio a público expressar seu descontentamento sobre atitudes anteriores da artista. Em razão de sua participação no programa, a plataforma de pesquisas Google apontou Karol Conká como a personalidade mais buscada no Google Brasil em 2021.
Em 29 de abril, foi lançado o documentário A Vida Depois do Tombo, produzido pela plataforma de streaming Globoplay, contando sobre a trajetória da cantora em sua vida após o programa. Em 5 de maio, foi lançado o single "Dilúvio", com a participação do produtor musical Leo Justi, precedido por uma apresentação ao vivo na grande final da temporada do Big Brother Brasil. A canção foi um sucesso comercial, sendo considerada o melhor desempenho de um single de Karol em sua carreira, fazendo a rapper crescer 978% em streaming. Em junho, a artista lançou em seu IGTV a série original Vem K, que em sua primeira temporada abordou o tema da saúde mental.

### 2022–presente:Urucum
Ao longo de 2021, Karol lançou diversos singles que estariam presentes em seu terceiro álbum de estúdio Urucum. Em junho, lançou em parceria com o produtor RDD o single "Mal Nenhum", música que mistura pagode baiano com trap. No fim de setembro, lançou o single "Subida", transitando entre o reggae e pagode baiano. No dia seguinte lançou o videoclipe inspirado em "Rude Boy" da cantora Rihanna. A canção foi escolhida para integrar a trilha sonora do jogo de videogame FIFA 22. No mês seguinte, lançou o single "Louca e Sagaz", gravado com a colaboração do produtor WC no Beat. Originalmente planejada para ser lançada em 12 de fevereiro, durante a participação da cantora no Big Brother Brasil, seu lançamento foi cancelado diante de sua controversa participação no programa. No entanto, um vídeo onde Karol aparece cantando e dançando um trecho da canção viralizou nas redes sociais, o que fez uma parte do público fazer um apelo para que a cantora lançasse a faixa.
Em março de 2022, Karol lançou a canção avulsa "Paredawn", que relata parte dos acontecimentos em sua vida durante e após sua participação no Big Brother Brasil. No fim do mesmo mês, ela disponibilizou seu aguardado terceiro álbum, Urucum, descrevendo o disco como uma terapia musical. Produzido em apenas duas semanas, Karol descreveu o novo álbum como um projeto que fala sobre suas "percepções e sensações", com "clima quente" e "batidas diferenciadas". Todas as 12 músicas, segundo ela, possuem influências de suas vivências pessoais. Em 1 de abril, foi liberado o videoclipe do single "Vejo o Bem".

## Vida pessoal
Karol dizia ser bissexual desde a adolescência, mas em 2018, revelou ser sapiossexual. Também é conhecida por defender as minorias sociais e por fazer parte do movimento feminista.
Após a repercussão negativa de sua participação no Big Brother Brasil em 2021, Karol revelou ter frequentado sessões de psicoterapia, as quais a ajudaram "descobrir mais coisas sobre mim, sobre minhas feridas e isso tem me deixado orgulhosa pelo fato de ter passado muito tempo virando as costas para minha saúde mental".

## Influências

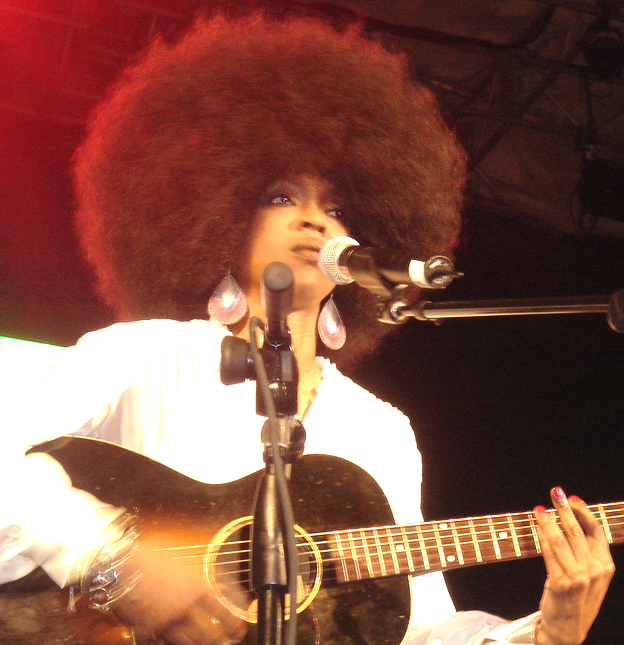
Lauryn Hill é a maior referência da rapper.

Karol cita como sua maior influência a rapper americana Lauryn Hill, bem como o grupo Fugees, que Lauryn fez parte. Ela contou que quando adolescente, comprou um álbum do Fugees "só por causa da Lauryn Hill estar na capa, não conhecia o grupo. Comecei a ouvir, inspirei-me e senti vontade de seguir no rap". A apresentação da cantora americana no Black2Black no Rio de Janeiro visto no início de sua carreira serviu de referência nos palcos.
Beyonce, Lauryn Hill e Rihanna, são referências com as quais ela leva para as suas músicas, seu modo de escrever e nas suas escolhas de produtores. Karol sempre escolhe produtores que trazem brasilidade nas suas batidas, achando importante como mulher brasileira e rapper também deixar claro que o rap brasileiro tem referências brasileiras. Outras referências são Nação Zumbi, Cássia Eller, tem até Zeca Pagodinho e Alceu Valença.
A artista também cita como influências Milton Nascimento, Djavan, Adriana Calcanhoto, Jorge Ben Jor, Bob Marley, Vanessa da Mata, Macy Gray e Amy Winehouse. No âmbito da música rap, Karol cita MV Bill, Doctors MC's, Ndee Naldinho, Racionais MC's e Dina Di como artistas que a influenciaram.Além destas influências musicais cita Viola Davis, Djamila Ribeiro e Oprah Winfrey como suas maiores referências artísticas fora da música.

## Discografia
- Batuk Freak (2013)
- Ambulante (2018)
- Urucum (2022)

## Filmografia

### Filme
| Ano  | Título | Personagem | Ref.   |
| ---- | ------ | ---------- | ------ |
| 2015 | Jonas  | Miriam     | [ 95 ] |

### Televisão
| Ano     | Título                   | Personagem                | Notas                                 | Ref.    |
| ------- | ------------------------ | ------------------------- | ------------------------------------- | ------- |
| 2016    | Chapa Quente             | Ela mesma                 | Participação especial                 | [ 96 ]  |
| 2017–18 | Superbonita              | Apresentadora             |                                       |         |
| 2017    | Mister Brau              | Ela mesma                 | Episódio: "21 de dezembro de 2016"    | [ 39 ]  |
| 2017    | Afronta!                 | Ela mesma                 | Série Documental                      | [ 97 ]  |
| 2017–19 | Popstar                  | Ela mesma                 | Jurada                                | [ 98 ]  |
| 2018    | Carcereiros              | Rejane dos Santos         | Episódio: "Cartas Não Mentem"         | [ 99 ]  |
| 2020–22 | Prazer Feminino          | Apresentadora             |                                       | [ 100 ] |
| 2021    | A Vida Depois do Tombo   | Ela mesma                 |                                       | [ 101 ] |
| 2021    | Big Brother Brasil       | Participante (16º lugar)  | Temporada 21                          | [ 102 ] |
| 2024    | The Masked Singer Brasil | Trevo da Sorte (9º lugar) | Temporada 4                           | [ 103 ] |
| 2025    | Encantado's              | Giulia Comgê              | Episódio: "O Suor de Jesus Tem Poder" |         |

## Turnês
- Turnê Batuk Freak (2013-18)[104]
- Turnê Ambulante (2019)[105]
- Turnê Urucum (2022)[106]

## Prêmios e indicações
| Ano  | Prêmio                                   | Categoria                     | Indicação                            | Resultado         |
| ---- | ---------------------------------------- | ----------------------------- | ------------------------------------ | ----------------- |
| 2011 | Vídeo Music Brasil                       | Aposta                        | Karol Conká                          | Indicado          |
| 2013 | Retrospectiva UOL                        | Rap Nacional                  | Batuk Freak                          | Indicado          |
| 2013 | Capricho Awards                          | Cantora Nacional              | Karol Conká                          | Indicado          |
| 2013 | Prêmio Multishow de Música Brasileira    | Revelação                     | Karol Conká                          | Venceu            |
| 2014 | Worldwide Winners Awards                 | Tracks of the Year            | "Boa Noite"                          | Venceu (7° Lugar) |
| 2015 | Prêmio Multishow de Música Brasileira    | Novo Hit                      | "Tombei" part. Tropkillaz            | Indicado          |
| 2015 | Prêmio Multishow de Música Brasileira    | Melhor Clipe                  | "Tombei" part. Tropkillaz            | Indicado          |
| 2015 | Prêmio Multishow de Música Brasileira    | Nova Canção                   | "Tombei" part. Tropkillaz            | Venceu            |
| 2016 | Prêmio DNA da Balada                     | Melhor Cantora Nacional       | Karol Conká                          | Venceu            |
| 2017 | Women's Music Event Awards               | Melhor Cantora                | Karol Conká                          | Venceu            |
| 2017 | Women's Music Event Awards               | Melhor Música                 | "Lalá"                               | Venceu            |
| 2018 | Associação Paulista dos Críticos de Arte | Melhor Arte de Álbum          | Ambulante                            | Venceu            |
| 2021 | Prêmio Mundo Negro                       | Melhor Cantora                | Karol Conká                          | Indicada          |
| 2021 | Prêmio Biscoito                          | Meme                          | "Qualquer coisa me bota no paredawn" | Venceu            |
| 2022 | SEC Awards                               | Feat do Ano (com WC. No Beat) | "Louca e Sagaz"                      | Indicada          |
| 2022 | MTV Millennial Awards                    | Beat BR                       | Karol Conká                          | Indicada          |
| 2022 | Prêmio Multishow de Música Brasileira    | Capa do Ano                   | Urucum                               | Indicada          |
| 2022 | Prêmio Biscoito                          | Álbum                         | Urucum                               | Indicada          |
| 2022 | Prêmio Biscoito                          | Artista                       | Karol Conká                          | Indicada          |
| 2022 | Prêmio Biscoito                          | Hitmaker                      | Karol Conká                          | Indicada          |
| 2022 | Prêmio Biscoito                          | Resistência                   | Karol Conká                          | Indicada          |
| 2022 | Prêmio Biscoito                          | Hit                           | "Dilúvio"                            | Indicada          |